# El mestre de la innocència
El mestre de la innocència (títol original en anglès, Burning bright) és una novel·la històrica de Tracy Chevalier publicada el 2007 i inspirada en la vida del pintor i poeta William Blake (1757-1827) al Londres de la darreria del segle xviii. La traducció catalana per Montse Pratsobrerroca va ser publicada per La Magrana el febrer de 2008. El llibre va rebre una crítica moderada a la premsa britànica.
La novel·la té com a teló de fons el tema del pas de la infantesa a l'adolescència de dos joves. Un canvi que ve marcat per l'obra de William Blake qui, al llarg de l'obra, ensenya als joves Kellaway i Maggie la seva publicació més recent, Cançons d'innocència però, al final de la novel·la, els regala un recull de poemes més adequat per a ells, Cançons d'experiència.

## Argument
L'obra abarca un any en la vida de la família Kellaway, des del març de 1792 al juliol de 1793.
Després de la tràgica mort del seu fill més petit, els Kellaway abandonen el seu poble natal, Piddletrenthide (prop de Dorsetshire) i es traslladen a la gran ciutat de Londres. Allà, Thomas Kellaway, cap de família i mestre cadirer, començarà a treballar en el disseny dels escenaris del circ de l'empresari Philip Astley, mentre el seu fill, en Jem, l'ajudarà en el seu ofici. Per la seva banda, les dues dones de la família, l'Anne i la Maisie Kellaway, quedaran encantades amb la diversió que el circ els ofereix. Tot i que l'Anne, en un principi, es mostrarà reticent amb les novetats que la capital li mostra, els espectacles del circ Astley cada cop l'atrauran més i, al mateix temps, la seva filla, Maisie, es fixarà en el fill d'Astley, un genet llibertí que passarà les hores entre llençols i en els braços de les amazones i ballarines del seu pare.
Comptant amb la protecció de Philip Astley, els quatre membres de la família Kellaway s'instal·laran en el número 12 de l'edifici Hèrcules, al disctricte de Lambeth. S'hi trobaran amb els seus veïns nous, l'escriptor i revolucionari William Blake i la seva dona, Catherine amb qui esdevindran amics. A més, els dos germans també faran amistat amb una noia de la seva edat, Maggie Butterfield, que els farà descobrir el Londres del segle xviii. Junts, tots tres, seran testimonis dels efectes que té la revolució francesa en la societat anglesa del seu temps.